# Júlia Kudiess
Júlia Gambatto Kudiess, född 2 januari 2003 i Brasilia, Brasilien, är en volleybollspelare (center). Hon spelar i Brasiliens landslag och klubblaget Minas Tênis Clube. Hon har hört till klubben sedan hon var junior och har även spelat i Brasiliens ungdomslandslag.